# کوتیک اینشوشیناک
کوتیک اینشوشیناک یا پوزور اینشوشینک یا پوزور سوشینک (Puzur Šušinak,Kutik-Inshushinak,Puzur-Inshushinak) یکی از شاهان ایلام که در حدود سال‌های ۲۲۴۰ تا ۲۲۲۰ ق.م. حکومت کرده‌است. وی آخرین پادشاه دودمان اَوان بوده‌است. از این پادشاه تعداد زیادی لوح برجای مانده که نه تنها به خط و زبان اکدی، بلکه به ایلامی خطی است. لوح ایلامی اولیه که در ۱۹۶۱ میلادی خوانده شد، نام آخرین استفاده‌کننده از خود را «کوتیکاین شوشینک» یعنی (کمر بسته اینـ شوشینک) ذکر می‌کند. این که ایلامی خطی در کنار خط میخی اکدی به کار گرفته شده، نشان از غرور ملی صاحب مهر دارد.
تمامی مدارک حاکی از آن است که کوتیک ـ اینشوشیناک در زمان حیات هیتَ، پادشاه آوان، فرماندار شوش بوده‌است. پدرش شین ـ پی ـ هیش ـ هوک به احتمال زیاد برادر کوچک‌تر هیت شاه بوده‌است. ظاهراً بعدها در زمان پادشاهی شر ـ کلی ـ شری (شاه شاهان، حدود ۲۱۹۳–۲۲۱۷ پ. م) جانشین نرام ـ سین، کوتیک ـ این ـ شوشینک ارتقای درجه یافت. در چهار لوح نسبتاً طولانی که یکی از آن‌ها دوزبانه است، وی به دنبال نام خود عنوان (فرماندار شوش، نایب السلطنه سرزمین ایلام) را نیز یدک می‌کشد. ۳۱ کوتیک ـ این شوشینک گرچه پادشاه نبود، اما با لشکرکشی به سرزمین‌های اطراف به گستره نفوذ و قدرت خود افزود و این خود حکایت از زوال تدریجی شر ـ کلی ـ شری، پادشاه اکد دارد.

## نخستین لشکرکشی کوتیک اینشوشیناک
نخستین لشکرکشی کوتیک اینشوشیناک برای فرونشاندن شورش در کیماش و کورتی انجام گرفت. این دو مکان در خاک میان‌رودان و در منطقه دیاله علیا قرار دارند. احتمال دارد که لشکرکشی به درخواست پادشاه اکد صورت گرفته باشد. کتیبه‌ای بر بدنه پیکره‌ای از سنگ آهک متعلق به کوتیک ـ این شوشیناک جنگ‌های وی را شرح داده، فهرستی شامل هفتاد و دو محل را نام می‌برد که ساکنانش همه به یک اشاره به پای او افتادند که بی‌تردید متن یاد شده غلوآمیز است. شمار اندکی از مکانهای نام برده شده، شناخته شده‌اند، نظیر گوتو که همان سرزمین گوتی‌هاست. اشاره دیگر به سرزمین هوهنور در منطقه کوه‌های بختیاری است. به اعتقاد عبدالمجید ارفعی، از آن رو که هوهنور کلید انشان خوانده شد، و امروز محل شهر انشان مشخص شده‌است تل ملیان در فارس، لذا هوهنور نمی‌تواند در کوه‌های بختیاری باشد. گمان وی این است که هوهنور به احتمال همان شهر یاست که در گِل نبشته‌های باروی تخت جمشید به صورت هونر از آن یاد می‌شود. اگر این گمان صحت داشته باشد، آن گاه هیچ مکانی مناسب‌تر از تل اسپید در چند کیلومتری شهر فهلیان نمی‌توان برای هوهنور در نظر گرفت. ذکر این در گسترش قدرت این پادشاه را در شمال و شمال شرق جلگه خوزستان نشان می‌دهد. در پایان، کتیبه با غرور یادآور می‌گردد که پادشاه سیماش مشخصاً به حضور کوتیک ـ این شوشینک رسیده و فرمانبرداری خود را اعلام داشت. به احتمال نزدیک به یقین سیماش به منطقه شمال جلگه خوزستان گفته می‌شد و مرکز آن شهر خرم‌آباد امروزی در لرستان بوده‌است.
اوج قدرت کوتیک ـ اینشوشیناک هنگامی است که وی به عنوان وارث و جانشین هیت (به احتمال حوالی ۲۲۰۷ پ. م) بر تخت پادشاهی آوان تکیه می‌زند. در دو کتیبه به خط اکدی، وی خود را شاه توانای آوان می‌خواند. در یک سنگ نبشته یادمانی نیز ادعا می‌کند که اینشوشیناک نسبت به او نظر محبت‌آمیز داشته و چهار گوشه جهان را به او داده‌است.
کوتیک اینشوشیناک در ارگ مقدس شوش، کارهای عظیم ساختمانی را به انجام رساند و هدایای بی‌شماری را به ایزد خود اینشوشیناک پیش‌کش کرد.
پادشاهی آوان پس از شکوه و قدرت کوتیک اینشوشینک همچون امپراتوری اکد، ناگهان فرو پاشید؛ این فروپاشی و هرج و مرج در منطقه در پی تاخت و تاز گوتی‌های زاگرس‌نشین رخ داد.